# Antoine Béguère
Antoine Béguère, né le 29 septembre 1901 à Lourdes et mort le 23 octobre 1960 dans la même ville, est un entrepreneur en bâtiment et homme politique français. Il est également joueur de rugby à XV, ayant évolué au poste de troisième ligne aile au FC Lourdes.

## Biographie
C'est dans sa ville natale qu'Antoine Béguère, entrepreneur en bâtiment, ancre sa vie et son action politique. Après avoir considérablement développé l'entreprise familiale, il est élu conseiller municipal en 1935. Engagé dans l'armée entre 1939 et 1940, il est réélu en 1945. La même année, il devient conseiller général du canton de Lourdes, puis maire de la ville en 1952 sous l'étiquette radicale, date à laquelle il est décoré de la Légion d'honneur. Il entreprend dans sa ville d'importants travaux d'habitat et d'urbanisme. La basilique souterraine Saint-Pie-X est construite en 1958, à l'initiative de l'évêque de Tarbes et Lourdes avec son « appui sans réserve ».
Réélu maire de  Lourdes en 1953 et élu sénateur des Hautes-Pyrénées le 26 avril 1959, il siège dans les rangs des Républicains indépendants. Durant son bref mandat à la Chambre haute, il ne dépose aucun rapport ou proposition de loi et n'intervient pas en séance publique. Le 3 février 1960, il se prononce en faveur du projet de loi autorisant le gouvernement à prendre certaines mesures relatives au maintien de l'ordre, à la sauvegarde de l'État, à la pacification et à l'administration de l'Algérie.
Plus encore que la politique, c'est le rugby qui constitue sa grande passion. Ancien joueur, titulaire de la médaille d'or de l'éducation physique et des sports, il assure la présidence du FC Lourdes durant les « années dorées », de 1946 à 1960, menant sept fois son club à la victoire en championnat de France. C'est d'ailleurs lors d'un match opposant son équipe au SU Agen qu'il succombe à une crise cardiaque le 23 octobre 1960. Lors de ses obsèques le 27 octobre, un éloge funèbre est prononcé par Gaston Monnerville. Deux ans plus tard, le challenge Béguère est lancé à sa mémoire et son nom est donné à la principale avenue et au stade municipal de la ville. 
Antoine Béguère est le grand-père maternel de Philippe Douste-Blazy, ancien ministre, député et maire de Lourdes.

## Décorations
- Grand officier de l'Ordre de Saint-Sylvestre[1];
- chevalier de la Légion d'honneur[Quand ?].